# Sześćset trzynaście nakazów i zakazów
Sześćset trzynaście nakazów i zakazów, nazywane też TARJAG micwot (skrótowiec TaRJaG powstał z zapisu liczby 613 za pomocą alfabetu hebrajskiego, w którym każda litera ma wartość liczbową: hebr. ‏613‎ [taw = 400 + resz = 200 + jod = 10 + gimel = 3] micw; jid. Tarjag micwes) – w tradycji judaistycznej zbiór nakazów i zakazów (zob. micwa) przekazanych Mojżeszowi przez Boga na górze Synaj. Wypełnianie ich jest warunkiem przymierza, które Bóg zawarł z Izraelitami. W szerszym kontekście wyznawcy judaizmu uznają wszystkie dobre uczynki za spełnienie micw, bowiem to dobre uczynki wyrażają wolę Bożą.
Traktat Talmudu Makot (23b) powołuje się na żyjącego w III w. amoratę i wylicza 365 zakazów (hebr. micwot lo-taase) oraz 248 nakazów (hebr. micwot ase).
Na tej podstawie literatura rabinistyczna przyjmuje je jako realny zapis przekazu od Boga i traktuje jako podstawę do rozważań halachicznych. Wyjściowe treści podlegały redakcjom rabinów. W środkowym średniowieczu opracowywał je Majmonides. Tarjag micwot w jego wersji redakcyjnej zostało wydane w Rzymie w 1480, w Konstantynopolu w 1536, oraz w Wenecji w 1523 i w 1584. Późniejsze opracowania pochodziły z okresu XVII i XVIII wieku (wyd. Amsterdam, 1649), a także w czasach późniejszych (wyd. Warszawa 1817, Warszawa 1882, Wiedeń 1878).
Według jednej z klasyfikacji, zgodnej z Księgą Kapłańską (18,4-5), Sześćset trzynaście nakazów i zakazów jest dzielone na dwie grupy:
1. chukim (hebr., „ustawy”) – działania rytualne w relacji do Boga,
2. miszpatim (hebr., „wyroki”) – działania dotyczące relacji wyznawcy z bliźnimi.

Inny podział rozróżnia micwy związane z Erec Israel, które siłą rzeczy obowiązują tylko tam, oraz takie, które mają charakter uniwersalny, a tym samym mają być używane w diasporze.